# پشته میانی اقیانوس هند
پشته میانی اقیانوس هند (انگلیسی: Central Indian Ridge) مرز واگرای زمین‌ساختی بین صفحه آفریقا و صفحه هند-استرالیا است که از بخش غربی اقیانوس هند می‌گذرد. قسمت شمالی پشته میانی اقیانوس هند، پشته کارلسبرگ نیز نامیده می‌شود.
پشته میانی اقیانوس هند در سمت شمال از نقطه سه‌گانه در نزدیکی جزیره رودریگز آغاز می‌شود.